# Красная Звезда (Пензенская область)
Красная Звезда — посёлок в Земетчинском районе Пензенской области. Входит в состав Пролетарского сельсовета.

## География
Находится в северо-западной части Пензенской области на расстоянии приблизительно 5 км на север от районного центра посёлка Земетчино.

## История
Основан в 1924 году. В 1926 году имел 13 хозяйств. В 1934 году 26 дворов, колхоз «Красная Звезда». В 1955 году — колхоз имени Маленкова. В 1966 году в черту посёлка включен посёлок Мыльников. В 2004 году оставалось 15 хозяйств.

## Население
Численность населения: 88 человек (1926 год), 148 (1934 год), 338 (1936), 469 (1959), 290 (1979), 116 (1989), 91 (1996). Население составляло 25 человек (русские 100 %) в 2002 году, 4 в 2010.